# Demarkationslinie (Frankreich)

Demarkationslinie im Frankreich der frühen 1940er Jahre

Demarkationslinie und Zonen

Als Demarkationslinie wird in Frankreich die Grenze zwischen dem im Zweiten Weltkrieg von den Deutschen besetzten Teil und dem vom Vichy-Regime regierten Teil des Landes angesehen. Weitere solcher Grenzen gab es zum italienisch besetzten Landesteil sowie innerhalb des von den Deutschen besetzten Gebiets.

## Verlauf
Der Verlauf der fast 1200 km langen Demarkationslinie wurde von der deutschen Besatzungsmacht willkürlich festgelegt. Sie zerteilte Départements, Kommunen, Felder und Wälder. Dieser Verlauf wurde den Ansprüchen der Besatzer entsprechend vor Ort verschiedentlich verändert.
Die Linie begann an der Grenze zwischen Frankreich und Spanien in der Gemeinde Arnéguy im Département Basses-Pyrénées (heute Pyrénées-Atlantiques). Von dort verlief sie in nördlicher Richtung über Mont-de-Marsan, Libourne, Confolens und Loches. Im Norden des Départements Indre bog sie nach Osten ab und durchquerte Vierzon, Saint-Amand-Montrond, Moulins, Charolles und Dole. Bei Gex erreichte sie die Grenze zur Schweiz.
Außerhalb ihrer wesentlichen Straßen- und Schienen-Übergangspunkte kann die Linie nicht systematisch verkörpert werden.

## Geschichte

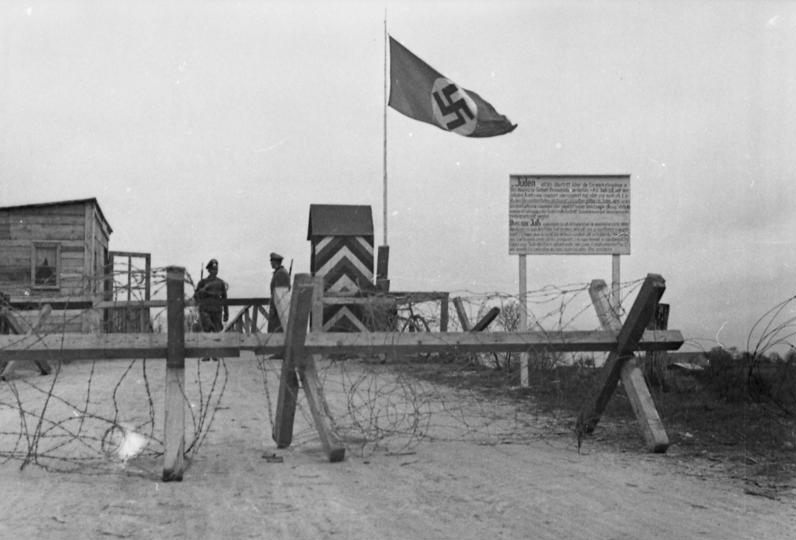
Kontrollposten an der Demarkationslinie (Januar 1941)

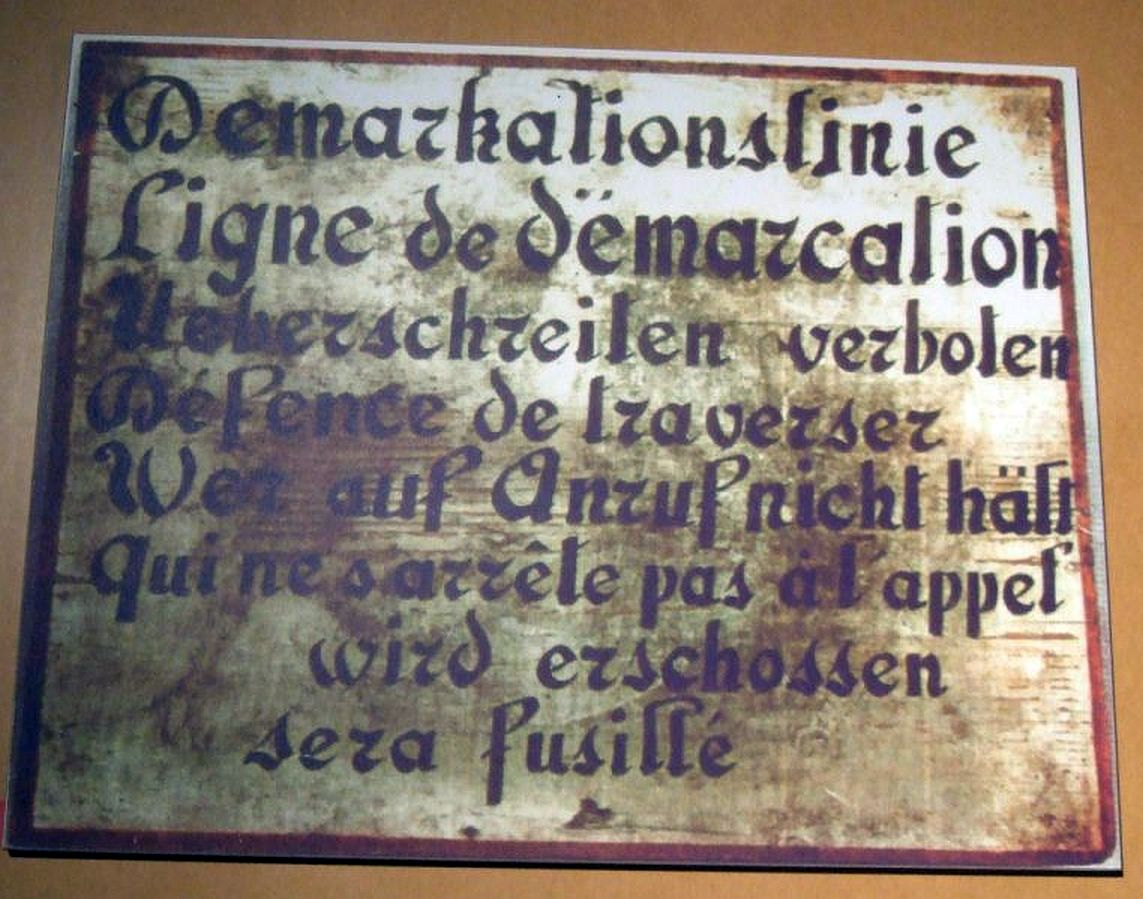
Hinweisschild auf die Demarkationslinie (Centre d’interprétation de la Ligne de démarcation‚ Génelard)

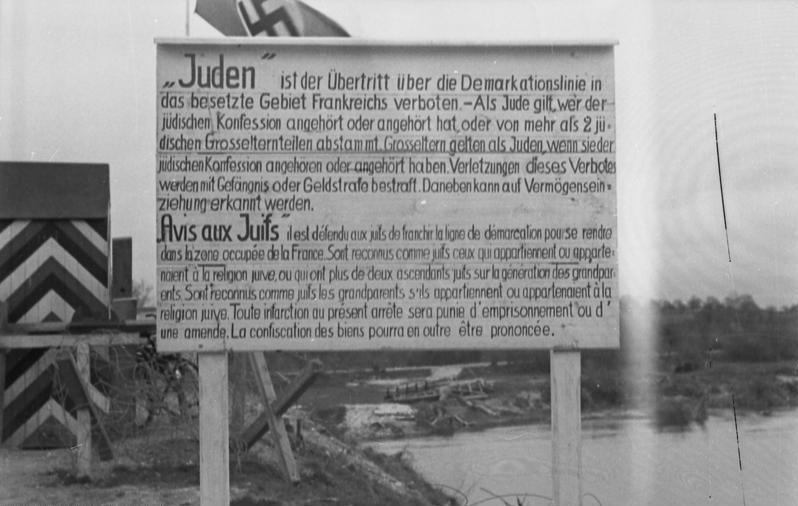
Verbotsschild bezüglich des Übertritts von Juden

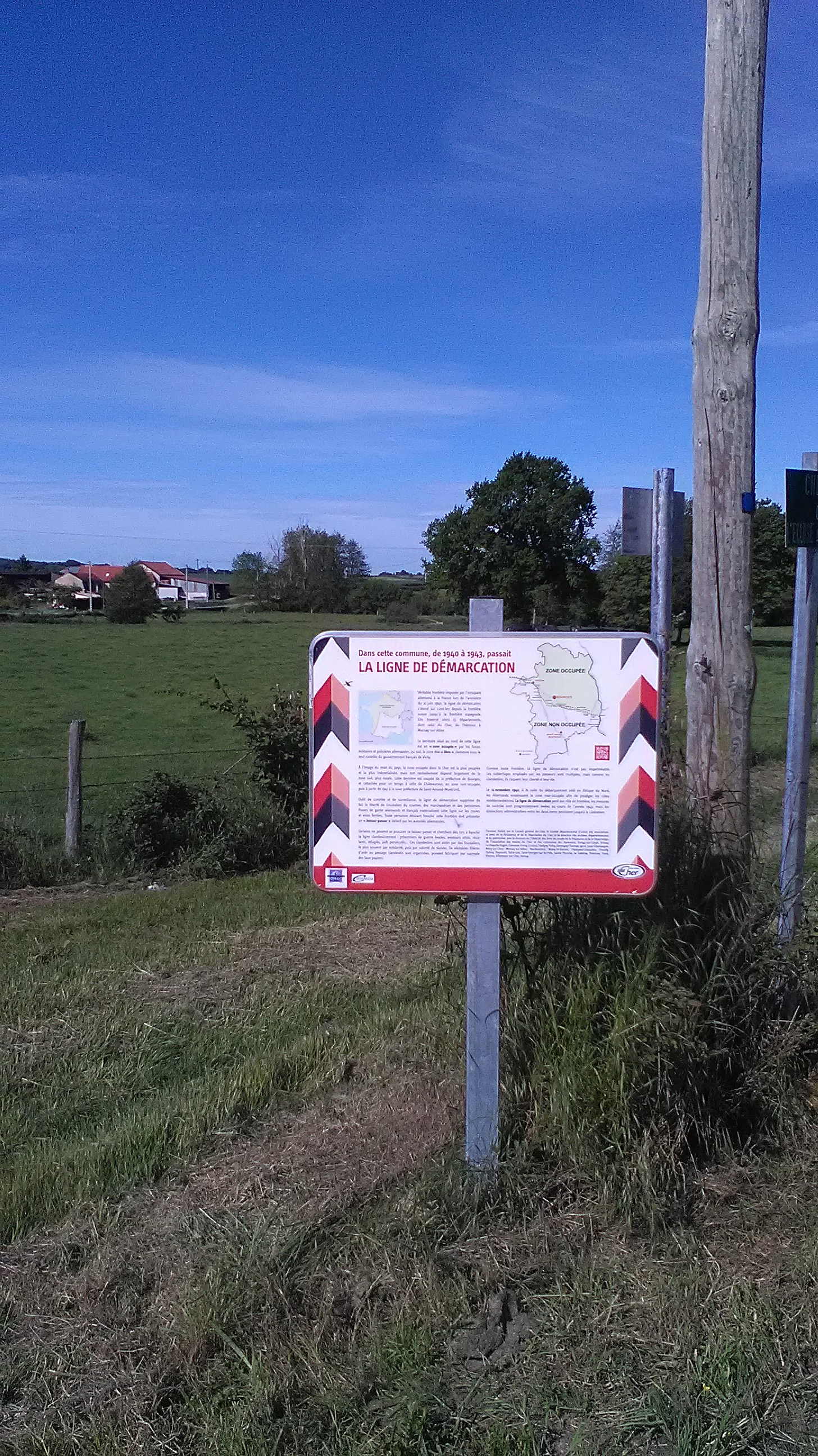
Hinweistafel auf die ehemalige Demarkationslinie im Département Cher

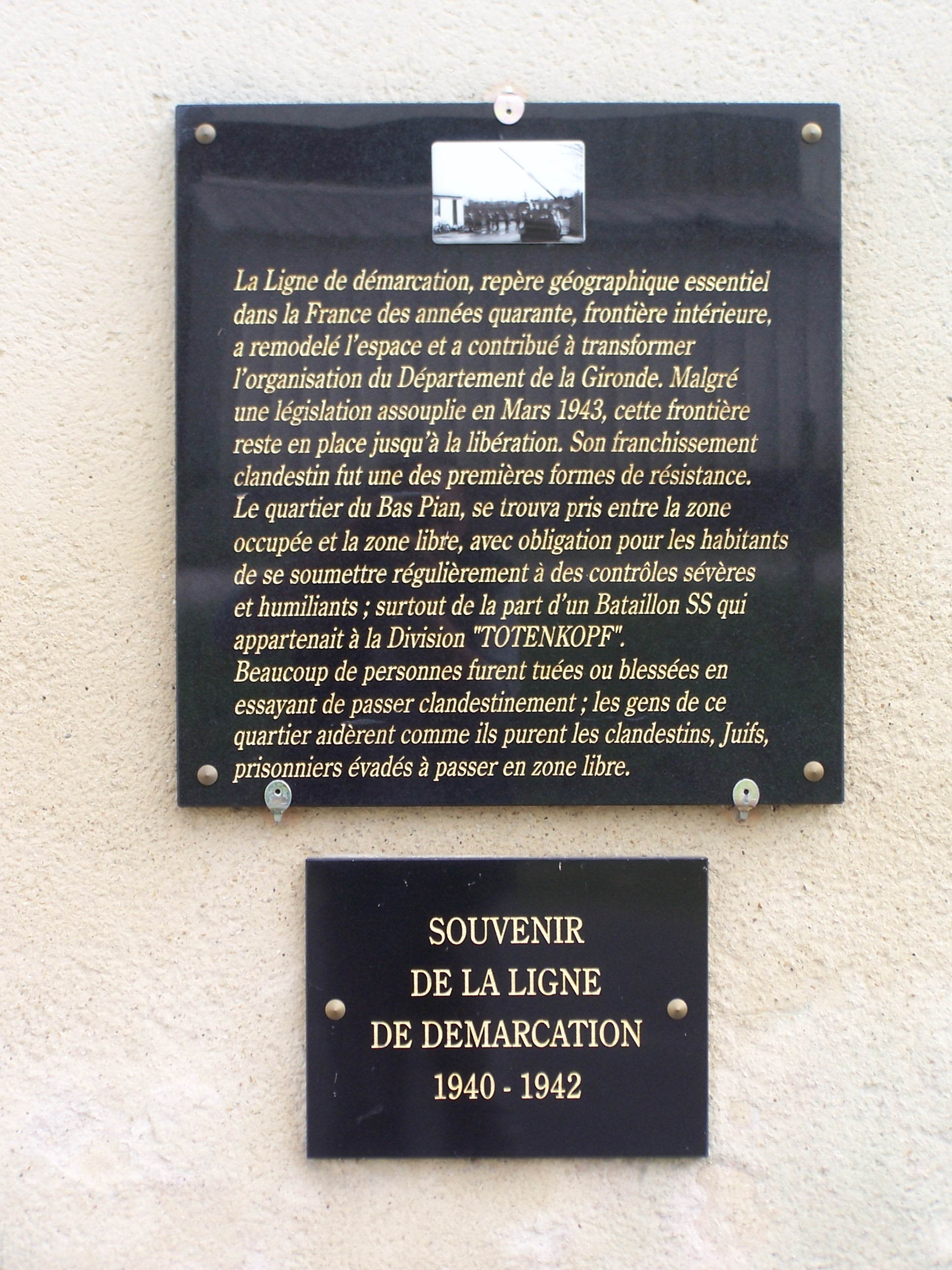
Gedenktafel in Saint-Macaire

Mit dem Waffenstillstand von Compiègne vom 22. Juni 1940 wurde Frankreich in eine besetzte und eine „freie“ Zone aufgeteilt. Am 25. Juni wurde diese Trennung vollzogen und eine Grenzlinie zwischen diesen beiden Hauptzonen definiert.
Die von den Deutschen besetzte Zone machte etwas mehr als die Hälfte des französischen Staatsgebiets aus. Sie umfasste die gesamte Atlantikküste und die wesentlichen Industrieregionen. Die unbesetzte bzw. „freie“ Zone im Süden (umgangssprachlich „Zone nono“) wurde als État français (Französischer Staat) von einer im Kurort Vichy residierenden französischen Regierung unter Philippe Pétain regiert.
Die Deutschen hatten sich die landwirtschaftlich und industriell reichsten Gebiete gesichert. Das besetzte Gebiet produzierte 72,5 % des Weizens, 78 % der Gerste, 80 % des Hafers, 70 % der Kartoffeln, 87 % der Butter, 95 % des Stahls und 76 % der Kohle. Mit der Demarkationslinie verfügten sie über ein Druckmittel, von dem sie nach Belieben Gebrauch machen konnten, indem sie eine ganze Reihe von Maßnahmen einleiteten, um den Personen-, Waren- und Postverkehr zwischen den beiden Zonen zu beschränken. Indem sie die Linie je nach Bedarf öffneten oder schlossen, stellten sie die Kontrolle über das Land und dessen Wirtschaft sicher.
Seitens der Besatzungsbehörden wurde die Demarkationslinie streng überwacht. An den durch Schilder angezeigten Übergangsstellen errichteten die Deutschen Wächterhäuschen und Absperrungen. Auf französischer Seite wurden – jedoch lückenhafter, da Personal und Mittel oft fehlten – ähnliche Maßnahmen ergriffen.
Die Linie durfte nur mit Genehmigung überschritten werden, und das ausschließlich an den offiziellen Übergangspunkten. Erforderlich waren die Vorlage eines Personalausweises und eines von einer Kommandantur ausgestellten Passierscheins. Jedem Antrag zur Überquerung der Linie wurde eine komplette Akte beigefügt, die an die deutschen Behörden weitergeleitet wurde. Sie umfasste u. a. ein Passfoto, eine Wohnsitzbescheinigung und den Grund des Antrags. Passierscheine wurden nur in anerkannten Notfällen (Geburten, Beerdigungen, schwere Krankheiten naher Verwandter) genehmigt, zudem waren die Antragsteller mit zahllosen Schritten und langen Wartezeiten konfrontiert. Die Schikanen der Behörden erwiesen sich als vielfältig und abschreckend. So führte die Verhaftung Pierre Lavals durch die Polizei des Vichy-Regimes im Dezember 1940 zum Verbot des Passierens für alle Männer zwischen 18 und 45 Jahren. Die Minister der Vichy-Regierung mussten daraufhin viereinhalb Monate auf die Erlaubnis, nach Paris zurückzukehren, warten; einzig François Darlan hatten die Deutschen einen permanenten Passierschein zugestanden.
Bewohner einer Zone von 10 km beiderseits der Linie konnten einen „Ausweis für den kleinen Grenzverkehr“ beantragen, mit dem sie für eine begrenzte Zeit auf dem Gebiet ihres zweigeteilten Departements verkehren konnten. Diese Passierscheine wurden von den Feldkommandanturen und den örtlichen Kreiskommandanturen ausgestellt.
Bis September 1940 durfte keinerlei Schriftverkehr zwischen den Zonen stattfinden. Zu diesem Zeitpunkt erschien die „Carte interzones“ (Interzonenkarte), die auch als „Carte familiale“ (Familienkarte) bezeichnet wurde. Sie enthielt eine Reihe von vorgedruckten Formulierungen und erlaubte dem Briefpartner bis Juni 1941 lediglich, kurze und unpersönliche Neuigkeiten mitzuteilen, da kein zusätzliches Wort hinzugefügt werden durfte. Der Versand von Briefen und Paketen wurde daher Gegenstand erster illegaler Überschreitungen der Demarkationslinie. Zunächst einzelne Helfer organisierten die Überführung von Post und die Überquerung von Menschen, mit der Zeit bildeten sich zu diesem Zweck Netzwerke. Französische und britische Kriegsgefangene, Bewohner des Elsass und Lothringens auf der Flucht vor der Einberufung zur Wehrmacht und Freiwillige, die sich den Forces françaises libres anschließen wollten hatten so die Chance, die „freie“ Zone zu erreichen. Ab dem Frühjahr 1941, als die deutschen Soldaten Zollbeamten wichen, nahm die Überwachung zu und wurde schärfer. Patrouillen und Kontrollen mehrten sich, Verfolgungen und Schüsse bis in die nicht besetzte Zone hinein waren keine Ausnahme mehr.
In der Folge wurden die Anwohner der Demarkationslinie ab dem Sommer 1940 zu Mittlern für deren illegale Überschreitung. Zahlreiche Männer und Frauen engagierten sich privat als solche, ehe sich die meisten von ihnen Netzwerken von Fluchthelfern anschlossen. Eisenbahner, Polizisten und Gendarmen fanden sich zusammen. Alle möglichen Mittel wurden genutzt: zu Fuß, mit dem Fahrrad, mit dem Boot, in Mistwagen, Fässern etc. wurde die Linie überquert. Ausstattung, Zivilkleidung und Nahrungsmittel wurden gesammelt, um sie den Flüchtigen vor deren Aufbruch zu geben.
Der Vormarsch der deutschen Truppen in den Monaten Mai und Juni 1940 hatte Millionen Menschen in die Flucht nach Südfrankreich getrieben. Ihre Rückkehr nach dem Waffenstillstand über die Demarkationslinie in den Norden gestaltete sich schwierig. Die Deutschen gestatteten die Öffnung von Übergangspunkten, die französische Waffenstillstandsarmee richtete Etappenunterkünfte ein. Im Herbst 1940 ersetzten die Besatzer die Passierscheine durch Rückführungsbescheinigungen, was die Rückkehr nochmals erschwerte. Anfang 1941 waren dafür nur noch vier Übergangspunkte vorgesehen: in Langon (Département Gironde), Vierzon (Département Cher), Moulins (Département Allier) und Chalon-sur-Saône (Département Saône-et-Loire). Ab September 1940 war es Ausländern und Juden nicht mehr erlaubt, in die Nordzone zurückzukehren. Am 23. Oktober 1941 wurde die Demarkationslinie für Ausländer gesperrt. Im Sommer 1941 wurden Maßnahmen zur Zusammenführung von Flüchtlingsfamilien ergriffen, die im nicht besetzten Gebiet bleiben wollten.
Nachdem die Deutschen im November 1942 auch die Südzone besetzt hatten, wurde die Demarkationslinie im Februar 1943 aufgehoben. Ab dem 1. März 1943 entfielen die Passierscheine, zwei Tage später wurden die Postverbindungen im gesamten Territorium wiederhergestellt. Gewisse Einschränkungen, insbesondere im Warenverkehr, blieben jedoch bestehen. Somit blieb sie bis zum Kriegsende ein Druckmittel, da die Franzosen bis zum Schluss die Drohung fürchteten, sie wieder einzuführen.

## Wirtschaftliche Folgen
Die Demarkationslinie schnitt die „freie“ Zone von der Industrie- und Agrarproduktion der besetzten Nordzone ab. In Ermangelung der notwendigen Rohstoffe, die zugunsten der deutschen Wirtschaft beschlagnahmt wurden, waren Industrie und Landwirtschaft in der Südzone zusätzlich behindert bzw. sogar vollständig lahmgelegt. Im Grenzgebiet erwies sich die Lage als besonders schwierig, da es den Unternehmen an Arbeitskräften und den Landwirten an Feldern fehlte. Ungeachtet der eingeführten Kontrollmaßnahmen entwickelten sich als Folge der höheren Preise in der Nordzone Schwarzmarkt und Schmuggelei.
Wie der Personenverkehr unterlag der Warenverkehr der Genehmigung durch die deutschen Behörden, wobei der Nord-Süd-Verkehr am stärksten überwacht wurde. Eine gewisse Lockerung erfolgte, als Pétains Regierungschef François Darlan, im Austausch von Gegenleistungen im französisch kontrollierten Syrien, im Mai 1941 die Wiederherstellung des Verkehrs von Waren und Werten aus der nicht besetzten Zone in die besetzte Zone erreichte.

## Weitere Demarkationslinien
Die Demarkationslinie zwischen der besetzten und der unbesetzten Zone war nicht die einzige Trennungslinie in Frankreich. Im August 1940 wurden die von Deutschland faktisch annektierten Gebiete Elsass und Lothringen verwaltungsmäßig den Gauen Baden bzw. Saarpfalz angegliedert. Die Departements Nord und Pas-de-Calais unterstanden dem Militärbefehlshaber von Holland und Belgien. Von der Mündung der Somme in den Atlantik bis zur Rhône an deren Austritt aus dem Genfersee erstreckte sich die „Reservierte Zone“, ein für deutsche Besiedelung vorgesehenes Gebiet. Bei den Franzosen galt sie als „Verbotene Zone“, da jene nur unter erheblichen Schwierigkeiten in dieses Gebiet gelangen konnten.
Im Herbst 1941 wurde als Auftakt zur Errichtung des Atlantikwalls eine verbotene Zone entlang der Ärmelkanal- und Atlantikküsten errichtet. Nur Menschen, die seit mindestens drei Monaten dort wohnhaft waren, Zivildienstpersonal, das für die deutschen Truppen arbeitete, und ambulantes Personal der Eisenbahngesellschaft SNCF durften dieses Gebiet betreten und dort verkehren. Zudem war es dort verboten, zu telegrafieren und zu telefonieren.
Vom Genfersee bis zum Mittelmeer reichte die italienisch besetzte Zone. Diese Demarkationslinie verlief östlich von Chambéry, Grenoble und Gap bis Nizza.

## Bekannte Helfer
Das Ehepaar Solange und Charles Cliquet half in Vierzon, französischen Kommandos und geflohenen Gefangenen, vor den Deutschen in die „freie“ Zone zu entkommen. Jeannette Guyot aus Chalon-sur-Saône nutzte ihren „Ausweis für den kleinen Grenzverkehr“, der sie zum Betreten des Grenzgebiets berechtigte. Unter Verwendung dieses Dokuments brachte sie Menschen heimlich an den Grenzfluss Saône, wo jene von Schleppern im Boot auf die unbesetzte Seite gebracht wurden.

## Rezeption
Die Teilung des Staatsgebiets und die Folgen, die sich aus der Einrichtung der Demarkationslinie ergaben, prägten das kollektive Bewusstsein stark. Zahlreiche Bücher, Erlebnisberichte, Romane und Filme beziehen sich auf diese schmerzhafte Zeit in der Geschichte Frankreichs. Der Widerstandskämpfer Gilbert Renault alias Colonel Rémy widmete zwischen 1964 und 1976 diesem Thema 22 Bände.
Claude Chabrols Film La ligne de démarcation (1966) beschreibt den Alltag der Bewohner eines kleinen Dorfs bei Dole im Jahr 1942. Einige darunter gehören einem Widerstandsnetzwerk an, dessen Aufgabe die Überschreitung der Demarkationslinie ist.
In der Gemeinde Thénioux wurde zum Gedenken an die illegalen Fluchthelfer in der freien Zone ein Denkmal errichtet.